# کومه‌جیما، اوکیناوا
کومه‌جیما، اوکیناوا (به لاتین: Kumejima, Okinawa) یک منطقهٔ مسکونی در ژاپن است که در استان اوکیناوا واقع شده‌است. کومه‌جیما  ۸٬۲۲۸ نفر جمعیت دارد.

## نگارخانه

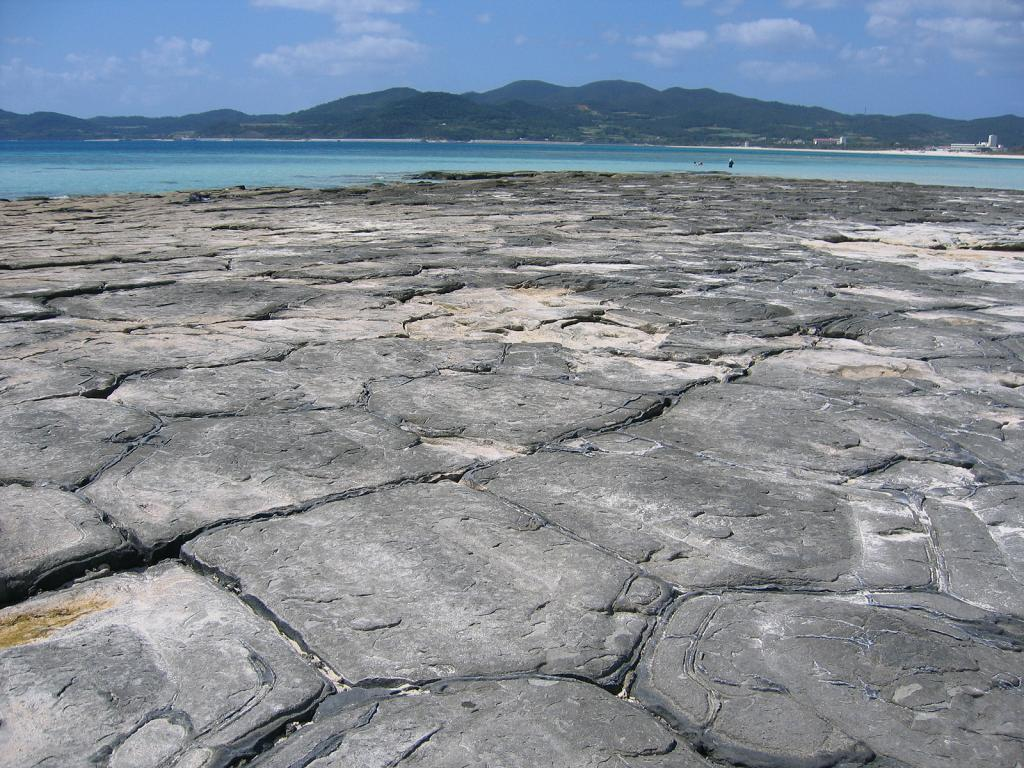